# بي. سكوت
بي. سكوت (بالإنجليزية: B. Scott)‏ هو كاتب العمود وصحفي أمريكي، ولد في 21 مارس 1981 في فرانكلين في الولايات المتحدة.

## وصلات خارجية
- الموقع الرسمي
- بي. سكوت على موقع IMDb (الإنجليزية)
- بي. سكوت على موقع قاعدة بيانات الفيلم (الإنجليزية)